# Curarén
Curarén är en kommun i Honduras.   Den ligger i departementet Departamento de Francisco Morazán, i den sydvästra delen av landet, 50 km sydväst om huvudstaden Tegucigalpa. Antalet invånare är 17 064.